# Ghraïba

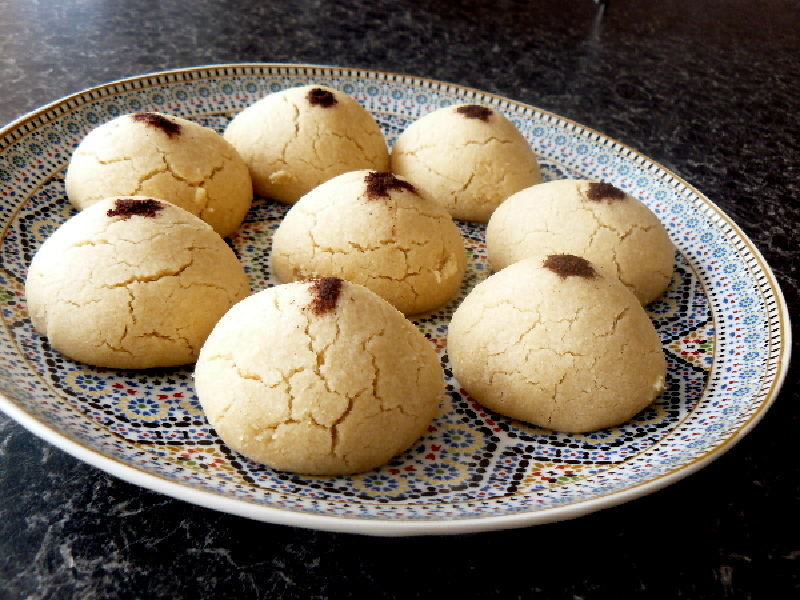
Algeriska ghribia

Ghraiba är en mördegskaka som är under olika namn är mycket populär i Tunisien (Ghreiba, Ghraiba), Algeriet (Ghribia) och Marocko (Ghoriba, Mantecao). Många varianter finns, bland annat kan kikärtsmjöl användas istället för vetemjöl, och smöret kan ersättas av jordnötsolja. Ofta används vaniljsocker som smakgivare, och mandel eller nötter som garnering. 